# Todesstrafe in Belarus
In Belarus wird die Todesstrafe vollzogen.
Die Verfassung der Republik Belarus sieht sie für „schwere Straftaten“ vor. Spätere Gesetze haben die Straftaten spezifiziert, derentwegen man zum Tode verurteilt werden kann. Die Todesstrafe kann nur verhängt werden, wenn Straftaten gegen den Staat oder Personen verübt wurden. Belarus ist der einzige Staat in Europa und der ehemaligen Sowjetunion, der sie vollstreckt.

## Gesetzgebung
Artikel 24 der belarussischen Verfassung besagt, dass die Todesstrafe bis zu ihrer Abschaffung in Übereinstimmung mit dem Gesetz als außergewöhnliche Strafe für besonders schwere Verbrechen und nur in Übereinstimmung mit einem Gerichtsurteil angewandt werden kann.
Das belarussische Strafgesetzbuch erlaubt das Verhängen der Todesstrafe für folgende Straftaten:
- Entfesselung oder Führung eines Angriffskriegs (Artikel 122 Absatz 2)
- Mord an einem Vertreter eines ausländischen Staates oder einer internationalen Organisation mit dem Ziel, internationale Spannungen oder einen Krieg auszulösen (Artikel 124 Absatz 2)
- internationaler Terrorismus (Artikel 126)
- Genozid (Artikel 127)
- Verbrechen gegen die Menschlichkeit (Artikel 128)
- Einsatz von Massenvernichtungswaffen (Artikel 134)
- Mord an einer Person unter Verletzung des Völker- und Gewohnheitsrechts im Krieg (Artikel 135 Absatz 3)
- vorsätzlicher Mord unter erschwerenden Umständen (Artikel 139 Absatz 2)
- Terrorismus (Artikel 289 Absatz 3)
- Hochverrat in Einheit mit Mord (Artikel 356 Absatz 2)
- Verschwörung zur Machtergreifung (Artikel 357 Absatz 3)
- terroristische Handlungen (Artikel 359)
- Sabotage (Artikel 360 Absatz 2)
- Mord an einem Polizeibeamten (Artikel 362)[3]

Aktuell wird die Todesstrafe nur bei vorsätzlichem Mord unter erschwerenden Umständen angewandt.
Gerichtsverfahren, bei denen die Todesstrafe zur Anwendung kommen kann, müssen von einem Gremium entschieden werden, das aus einem Richter und zwei Personen aus dem Volk besteht, die während des Gerichtsverfahrens die gleichen Rechte und Pflichten wie der Richter haben.
Seit ihrer Einführung mit der Strafgesetzbuchänderung von 1999 kann der Präsident Todesurteile in lebenslange Haftstrafen umwandeln.
Seit dem 1. März 1994 darf die Todesstrafe nicht gegen Frauen verhängt werden. Personen, die während der Tat unter 18 Jahre alt waren oder zum Zeitpunkt der Verurteilung älter als 65 Jahre alt sind, sind auch von der Todesstrafe ausgenommen. Außerdem dürfen Menschen, die die Straftat begangen haben, während eine krankhafte Störung des Geisteszustands vorlag, nicht zur Todesstrafe verurteilt werden.
Zu Anfang der 1990er Jahre wurde die Anzahl der Verbrechen, derentwegen man zur Todesstrafe verurteilt werden kann, reduziert. 1993 wurde aufgrund einer Abstimmung im Parlament die Todesstrafe für vier Straftaten aus dem Bereich der Wirtschaftskriminalität durch eine Haftstrafe ohne Bewährung ersetzt. Während der Präsidentschaft von Aljaksandr Lukaschenka wurde der Anwendungsbereich der Todesstrafe wieder ausgeweitet:
- Mit dem 21. Dekret des Präsidenten wurde am 21. Oktober 1997 Terrorismus als weiterer Straftatbestand aufgenommen, für den die Todesstrafe verhängt werden kann.[6]
- Nach Angaben mehrerer Medien unterzeichnete Staatspräsident Lukaschenka Mitte Mai 2022 aufgrund eines entsprechenden Parlamentsbeschlusses ein Gesetz, das die Anwendung der Todesstrafe auf den Straftatbestand „Vorbereitung und Versuch eines Terrorakts“ ausweitet. Unter diesem Vorwurf standen zu diesem Zeitpunkt zahlreiche Oppositionelle vor Gericht wegen ihrer Beteiligung an den Protesten gegen Lukaschenkas umstrittene Wiederwahl im August 2020. Auslöser seien versuchte Sabotageakte von Aktivisten gegen das Eisenbahnnetz gewesen, um die Beteiligung des Landes am russischen Angriffskrieg gegen die Ukraine zu stören.[7]
- Seit Februar 2023 kann für Landesverrat die Todesstrafe verhängt werden.[8] Als „Landesverrat“ wird auch die Fahnenflucht gewertet.[8]

## Aufgehobene Todesurteile
Artikel 84 Absatz 19 der Verfassung erlaubt es dem Präsidenten, Verurteilte zu begnadigen. Dies wurde jedoch nur zwei Mal angewandt. 1996 wurde ein Todesurteil in 20 Jahre Haft umgewandelt. Damals gab es noch keine lebenslange Haft. Welches der Urteile aufgehoben wurde, ist unbekannt.
Am 24. Juni 2024 wurde der deutsche Staatsbürger Rico Krieger  in einem Geheimprozess in Minsk wegen sechs Straftatbeständen zum Tode verurteilt. Ihm wird unter anderem Terrorismus und Söldnertum vorgeworfen. Nach Angaben der Menschenrechtsorganisation Wjasna steht die Verurteilung im direkten Zusammenhang mit dem Kastus-Kalinouski-Regiment, einer Einheit belarussischer Freiwilliger, welche für die Ukraine kämpfen. Das Regiment erklärte allerdings, Krieger sei kein Teil ihrer Einheit. Im Juli begnadigte der belarussische Diktator Aljaksandr Lukaschenka Rico Krieger, nachdem dieser ein Gnadengesuch gestellt hatte. Er kam bei einem Internationalen Häftlingsaustausch im August 2024 frei.

## Methode
Im Allgemeinen werden Todeskandidaten innerhalb von sechs Monaten nach der Verurteilung hingerichtet. Vor der Hinrichtung werden die Todeskandidaten zum Untersuchungsgefängnis SISO (следственный изолятор) Nr. 1 in der Hauptstadt Minsk gebracht.
Die Todeskandidaten werden nicht im Vorhinein über den Termin ihrer Hinrichtung informiert. Stattdessen wird der Gefangene in einen Raum geführt, in dem ihm in Anwesenheit des Gefängnisdirektors, eines Staatsanwaltes, eines Mitarbeiters des Innenministeriums und eines Arztes bekannt gegeben wird, dass das Gnadengesuch abgelehnt wurde. Direkt im Anschluss wird der Gefangene in den Nebenraum gebracht, in dem die Hinrichtung vollzogen wird. Der Gefangene bekommt eine Augenbinde umgebunden und wird gezwungen, sich vor einen Schild zu knien, der die Kugeln auffangen soll. Mit einem Genickschuss aus einer Pistole wird der Gefangene getötet.
Der Gefangene hat nicht die Möglichkeit, sich von seiner Familie zu verabschieden. Auch der Leichnam wird nicht an die Familie übergeben, sondern an einem geheimen Ort begraben.
Nach Angaben von Oleg Alkajew, dem ehemaligen Leiter des Minsker Erschießungskommandos, dauert die ganze Prozedur, von der Verkündung des abgelehnten Gnadengesuchs bis zum Schuss, nicht länger als zwei Minuten. Zwischen Dezember 1996 und Mai 2001, während Alkajew Leiter der Minsker Strafanstalt Nr. 1 war, fanden nach seinen Angaben ungefähr 130 Hinrichtungen statt. Danach flüchtete Alkajew und lebte von da an bis zu seinem Tod in Berlin.
Internationale Organisationen wie die Vereinten Nationen haben die Methoden kritisiert, die Belarus benutzt, um die Todesstrafe durchzuführen.
Die Vollstreckung der Todesstrafe ist ein Grund, warum Belarus weiterhin nicht Mitglied des Europarats ist. Der Europarat hat eine Reihe von Resolutionen erlassen.

## Anzahl der Todesurteile und Hinrichtungen
Die folgende Tabelle zeigt eine Schätzung der Todesurteile und Hinrichtungen in Belarus seit 1990:
| Jahr | Anzahl der Verurteilungen                                                     | Anzahl der Hinrichtungen                                                                      |
| ---- | ----------------------------------------------------------------------------- | --------------------------------------------------------------------------------------------- |
| 1990 | 20                                                                            | ?                                                                                             |
| 1991 | 21                                                                            | ?                                                                                             |
| 1992 | 24                                                                            | 24                                                                                            |
| 1993 | 20                                                                            | ?                                                                                             |
| 1994 | 24                                                                            | ?                                                                                             |
| 1995 | 37                                                                            | mindestens 1                                                                                  |
| 1996 | 29 oder 53, ein Verurteilter wurde begnadigt, siehe Aufgehobene Todesurteile  | mindestens 24                                                                                 |
| 1997 | 46                                                                            | 30                                                                                            |
| 1998 | 47                                                                            | mindestens 33                                                                                 |
| 1999 | 13                                                                            | 29 in den ersten 7 Monaten oder nicht mehr als 7                                              |
| 2000 | 4                                                                             | nicht mehr als 7                                                                              |
| 2001 | 7                                                                             | nicht mehr als 7                                                                              |
| 2002 | 4                                                                             | 5 Hinrichtungen nach Gerichtsurteilen, außerdem gab es Fälle, bei denen Menschen verschwanden |
| 2003 | 4                                                                             | nicht mehr als 7                                                                              |
| 2004 | 2 oder mindestens 5                                                           | 5                                                                                             |
| 2005 | 2                                                                             | 4 oder unklar                                                                                 |
| 2006 | 9                                                                             | ?                                                                                             |
| 2007 | 4                                                                             | mindestens 1                                                                                  |
| 2008 | 2                                                                             | 4                                                                                             |
| 2009 | 2                                                                             | 0                                                                                             |
| 2010 | 2                                                                             | 4                                                                                             |
| 2011 | 2                                                                             | 2                                                                                             |
| 2012 | 0                                                                             | mindestens 3                                                                                  |
| 2013 | 3 oder nicht bekannt                                                          | mindestens 4                                                                                  |
| 2014 | 0                                                                             | 3                                                                                             |
| 2015 | 2                                                                             | 0                                                                                             |
| 2016 | 4                                                                             | mindestens 4                                                                                  |
| 2017 | mindestens 4                                                                  | mindestens 2                                                                                  |
| 2018 | mindestens 2                                                                  | mindestens 4                                                                                  |
| 2019 | mindestens 3                                                                  | mindestens 2                                                                                  |
| 2020 |                                                                               |                                                                                               |
| 2021 |                                                                               | 1                                                                                             |
| 2022 |                                                                               | 1                                                                                             |
| 2023 |                                                                               |                                                                                               |
| 2024 | mindestens 1 (Rico Krieger, später begnadigt, siehe Aufgehobene Todesurteile) |                                                                                               |

Da Informationen über die Todesstrafe als Staatsgeheimnis gelten, ist es schwer, verlässliche Daten zu erhalten. Nach Angaben des belarussischen Justizministeriums sollen aber 326 Personen zwischen 1990 und 2011 zum Tode verurteilt worden sein.

## Liste von Hinrichtungen
| Name                | Verurteilung      | Hinrichtung          | Bemerkungen |
| ------------------- | ----------------- | -------------------- | --- |
| Andrei Zhuk         | Februar 2009      | März 2010            | Beschuldigt des bewaffneten Überfalls auf einen Mann und eine Frau. Es wurden mögliche Verfahrensfehler kritisiert und dass der belarussische Innenminister Zhuk ihn vor seiner Verurteilung als „kriminell“ bezeichnete. |
| Vasily Yuzepchuk    | Juni 2009         | März 2010            | Beschuldigt des sechsfachen Mordes. Laut Yuzepchuks Anwalt habe dieser die Tat erst nach körperlicher Misshandlung gestanden.                                                                                             |
| Wladislaw Kowaljow  | 30. November 2011 | 2012                 | Verurteilt für den Anschlag auf die Metro Minsk am 11. April 2011. Hingerichtet durch Genickschuss laut Unterrichtung der Angehörigen vom 16. März 2012.                                                                  |
| Dmitri Konowalow    | 30. November 2011 | 2012                 | Ebenfalls verurteilt für den Anschlag auf die Metro Minsk am 11. April 2011. Hingerichtet durch Genickschuss laut Unterrichtung der Angehörigen vom 16. März 2012.                                                        |
| Eduard Lykow        | November 2013     | Vermutlich Ende 2014 | Beschuldigt des fünffachen Mordes. Die Vollstreckung war vor allem deshalb umstritten, weil Lykow russischer Staatsbürger war und während der Taten unter Alkoholeinfluss gestanden haben soll.                           |
| Alexander Grunow    |                   | 2013                 | |
| Grigori Juseptschuk |                   | 2013                 | |